# Lucy Scherer
Lucy Barbara Eleonore Scherer (ur. 5 kwietnia 1981 w Monachium) – niemiecka aktorka i piosenkarka.

## Życie i kariera
Urodziła się w Monachium, a dorastała w Ratyzbonie. W dzieciństwie brała lekcje baletu i gry na fortepianie. Po ukończeniu Gimnazjum Albertus Magnus, studiowała na Akademii Sztuk Pięknych w Berlinie. Dyplom otrzymała w 2006 roku z wyróżnieniem. W tym samym roku objęła rolę w musicalu Taniec Wampirów w Berlinie. W 2007 zagrała w szwajcarskiej premierze Les Misérables.
Od listopada 2007 roku do stycznia 2010 roku zagrała główną rolę Hexe Glinda w niemieckiej premierze Wicked – Czarownice z Oz w Stuttgarter Palladium Theater. W lutym 2010 roku objęła rolę Sary w musicalu Taniec Wampirów w Stuttgarter Palladium Theater. Następnie w maju 2010 roku zagrała tytułową rolę Lulu w musicalu w Tiroler Landestheater Innsbruck.
Od 17 stycznia 2011 do 2 września 2011 zagrała Jenny Hartmann w telenoweli Hand aufs Herz. Od grudnia 2011 do kwietnia 2012 roku oraz w czerwcu 2012 zagrała w Rebecca w Stuttgarter Palladium Theater. W 2012 zagrała główną rolę Marlene Schweitzer w produkcji ARD Burza uczuć.
Od 28 czerwca do 2 sierpnia 2013, zagrała Sally Bowles w musicalu Kabaret w Berlinie. Od 20 czerwca do 13 lipca 2014 zagrała Magentę w musicalu The Rocky Horror Show.

## Filmografia (fragmenty)
- 2004: Tatort – Vorstadtballade (tylko wokal)
- 2008: 112 – Sie retten dein Leben, odcinek 72
- 2010–2011: Hand aufs Herz jako Jenny Hartmann
- 2012–2013: Burza uczuć jako Marlene Schweitzer

## Dyskografia
- 2005 Letterland
- 2005 von Freisleben
- 2007 Wicked – Die Hexen von Oz
- 2008 Wenn Rosenblätter fallen
- 2010 Die Tagebücher von Adam und Eva
- 2010 Lulu das Musical
- 2011 Hand aufs Herz, ścieżka dźwiękowa do serialu
- 2014 Amazing Grace, chór

## Nagrody
- 2011: „German Soap Award – Fanpreis weiblich” – Jennifer Hartmann – Hand aufs Herz
- 2012: „German Soap Award – Najlepsza aktorka” – Marlene Schweitzer – Burza uczuć